# Бутенко, Виктор Александрович
Виктор Александрович Бутенко (род. 10 марта 1993 года, Ставрополь) — российский легкоатлет, специализирующийся на метании диска.

## Биография
В 2011 году с результатом 51,89 м выиграл молодёжный чемпионат России и получил путёвку на юниорский чемпионат Европы в Таллине. Там он был шестым с результатом 58,45 м.
На следующем юниорском старте — чемпионате мира в Барселоне остановился в шаге от пьедестала: бросок на 61,48 м оказался четвёртым результатом. В 2012 году выполнил разряд мастера спорта.
В 2013 году был победителем и призёром нескольких соревнований, в том числе серебряным призёром чемпионата Европы среди молодёжи в Тампере (Финляндия). А на командном чемпионате России установил личный рекорд — 65,97 м.
В квалификации чемпионата мира 2013 года метнул диск на 63,07 м, что позволило выйти в финал соревнований.